# 이삼 제발리
이삼 제발리(아랍어: عصام الجبالي, Issam Jebali, 1991년 12월 25일 ~ )는 튀니지의 축구 선수로 현재 일본 J1리그의 감바 오사카에서 공격수, 윙어로 활약하고 있다.